# Richard Gunn (actor)
Richard Gunn (nacido el 23 de mayo de 1975) es un actor estadounidense. Es mejor conocido por interpretar a Calvin "Sketchy" Theodore en la serie de Fox Dark Angel (2000-2002), al jefe de policía John Sanders en la serie de televisión de BYU Granite Flats, y a Aitor Quantic en la tercera y última temporada de la serie original de Netflix Hemlock Grove.

## Primeros años
Richard Gunn (a veces acreditado como Richard Neal) nació en Thousand Oaks, California, y es hijastro del compositor Earle Hagen quien compuso el tema de The Andy Griffith Show junto con los temas de I Spy y Mod Squad, entre otros. Se crio en Thousand Oaks y Palm Desert, California con sus dos hermanas. Asistió a la Universidad de California en Santa Cruz y se graduó con honores.

## Carrera
Gunn pasó su primer verano fuera de la universidad actuando en Ricardo III y Como gustéis de Shakespeare con la compañía de teatro de repertorio profesional Shakespeare Santa Cruz. Su primer éxito televisivo llegó como el papel regular de Calvin "Sketchy" Theodore en la serie de televisión Dark Angel, que duró dos temporadas en Fox. Dark Angel también ganó un premio People's Choice como nueva serie dramática de televisión favorita. En 2013, Gunn fue elegido como el jefe de policía John Sanders, en la serie Granite Flats de BYUtv. El programa duró tres temporadas hasta 2015 y fue coprotagonizado por Parker Posey y Christopher Lloyd y estuvo disponible en Netflix en mayo de 2015. Luego, Gunn fue elegido como Aitor Quantic en la tercera y última temporada de Hemlock Grove original de Netflix, que se estrenó el 23 de octubre de 2015. Gunn ha aparecido en numerosas películas y episodios de televisión, y protagonizó junto a James Caan y Paul Sorvino el estreno de Lionsgate, aclamado por la crítica, For the Love of Money. Gunn también aparece junto con Charlize Theron en el thriller Lugares oscuros, basado en la novela de Gillian Flynn.

## Vida personal
De 2008 a 2011, Gunn se tomó un descanso de la industria del entretenimiento para vivir en un rancho cerca de Sequoia Park con su entonces prometida, la escritora y productora Jenna Mattison. Mattison y Gunn se casaron el 14 de febrero de 2013 y actualmente viven en Los Ángeles, California.

## Filmografía

### Cine
| Año  | Título                  | Papel               |
| ---- | ----------------------- | ------------------- |
| 1998 | The Fire Inside         | Jack                |
| 1999 | James                   | James               |
| 2000 | Unspeakable             | Jixer               |
| 2005 | Reunion                 | John Roberts        |
| 2005 | Yes, And...             | Boy                 |
| 2005 | The Third Wish          | Heckler             |
| 2006 | House of the Rising Sun | Jake Trilleau       |
| 2006 | El granjero astronauta  | Square Dance Caller |
| 2008 | Garden Party            | Todd                |
| 2009 | World Full of Nothing   | Rupert Michaels     |
| 2010 | Framily                 | Ethan               |
| 2011 | Fugue                   | Howard James        |
| 2012 | For the Love of Money   | Vince               |
| 2013 | Treachery               | Robert              |
| 2014 | Hidden in the Woods     | Oficial Hooper      |
| 2015 | Sympathy Said the Shark | Slate               |
| 2015 | Lugares oscuros         | Lou Cates           |
| 2015 | Gridlocked              | Maddox              |
| 2017 | The Sound               | Ethan               |
| 2019 | Clemency                | Thomas Morgan       |
| 2020 | Killer Weekend          | Detective Bryce     |
| 2023 | Supercell               | Bill Brody          |

### Televisión
| Año       | Título                         | Papel                        | Notas                       |
| --------- | ------------------------------ | ---------------------------- | --------------------------- |
| 2001      | Lost Voyage                    | Randall Banks                | Película de televisión      |
| 2001–2002 | Dark Angel                     | Sketchy                      | 42 episodios                |
| 2003      | The Partners                   | Teniente Jones               | Piloto de televisión        |
| 2006      | Dexter                         | Sean                         | Episodio 1.2 "Crocodile"    |
| 2010      | CSI: Crime Scene Investigation | Cody Trimble                 | Episodio 11.8 "Fracked"     |
| 2011      | The Mentalist                  | Barlow Flemming              | Episodio 3.12 "Bloodhounds" |
| 2013–2015 | Granite Flats                  | Jefe de policía John Sanders | 24 episodios                |
| 2015      | Hemlock Grove                  | Aitor Quantic                | 8 episodios                 |
| 2019      | American Horror Story: 1984    | Jefe adjunto                 | Episodio: "Red Dawn"        |